# Vite nascoste (film 1998)
Vite nascoste (Get Real) è un film del 1998, diretto da Simon Shore. È basato sulla pièce teatrale di Patrick Wilde What's Wrong With Angry?.

## Trama
La vicenda è ambientata nel 1998 a Basingstoke, Inghilterra.
Il protagonista è Steven Carter, liceale di sedici anni. Intelligente e introverso (caratteristiche che lo rendono il bersaglio preferito degli studenti dell'ultimo anno) ha la passione per il giornalismo e dei genitori borghesi perennemente distratti, che vedono in lui una persona molto diversa da quella reale. Solo la sua migliore amica e vicina di casa, Linda, rotonda, spiritosa e materna, sa della sua omosessualità, la quale lo porta a cercare incontri rischiosi nel bagno pubblico del parco per sfogarsi.
Un giorno, incontra in quello stesso bagno John Dixon, atleta considerato uno dei ragazzi più belli della scuola e ammirato da lontano dal protagonista. Dopo un attimo di imbarazzo, Steven si confronta con lui e gli parla senza paura del suo essere gay, cosa che intriga John al punto da seguirlo a casa. Lì, in un momento di foga, John sta per baciarlo, ma torna in sé e spaventato fugge via. Continua con questo atteggiamento a scuola, ignorando Steven che è sempre più esasperato con sé stesso, i suoi genitori e gli altri. Intanto decide di entrare nel giornalino della scuola e si iscrive a un concorso dove deve presentare un pezzo su cosa significa crescere nel nuovo millennio. Nervoso com'è, però, non riesce a finirlo, ma il padre lo invia a sua insaputa al periodico del concorso.
La vita scorre tranquilla e monotona fino al ballo del liceo. In seguito, Johnny si presenta ubriaco a casa sua e gli racconta di una sua precedente infatuazione per un altro ragazzo, e benché stia cercando di seppellire quello che prova, non ci riesce più. I due passano il weekend insieme e instaurano una bella ma difficile relazione, la quale, su insistenza di John, rimane segreta.
La polizia per pochissimo non trova i due ragazzi nel bosco, ma prende Steve e lo riporta a casa. Frustrato, arrabbiato, incapace di dire la verità ai suoi, preoccupato per cosa starà facendo il suo ragazzo allora ed esausto dell'intera segretezza della sua vita, Steven scrive un articolo intitolato Get Real (in italiano "sii te stesso") e riesce con uno stratagemma ad inserirlo nel giornale della scuola.
Dopo una lite con John (uscito con Christina perché, insicuro della sua sessualità, voleva dimostrare ai suoi amici di stare con la ragazza più bella della città) in cui gli fa sapere che non ce la fa più a vedersi ignorato a scuola e  tenuto all'oscuro di tutto, il loro legame cambia, si fa più intenso: passano un altro, splendido weekend da John e diventano ancora più vicini.
Tuttavia la felicità è destinata a durare poco: il giorno delle gare sportive a scuola, la notizia dell'articolo gay di un anonimo (Steve) censurato dal preside si diffonde rapidamente e John si infuria minacciando di lasciarlo. Come se non bastasse, gli amici di lui scoprono che Steven è innamorato di John; quest'ultimo cerca di proteggerlo e finge di volerlo picchiare da solo per una questione d'onore, in modo che gli altri vadano via. Ma quando tornano lui, sebbene non voglia, è costretto a dargli veramente un calcio pur di salvare la faccia.
Steven arriva a saturazione e, davanti all'intero istituto, ritirando il premio per il concorso del periodico, compie il coming out; così facendo conquista l'ammirazione di alcuni suoi compagni, si riavvicina alla madre e a differenza di John, rimasto bloccato nella sua situazione di paura e angoscia, esce rafforzato dalla propria esperienza e guarda dritto davanti a sé, sapendo che adesso è davvero sé stesso: infatti lo scopo del film, come dell'omonimo articolo di Steve, è invitare a fare altrettanto.

## Colonna sonora
1. Staying out for the summer -Dodgy
2. Word Up -Cameo
3. Shine -Liberty Horses
4. Ready to Go -Repubblica
5. Play that funky music white boy -Dave Danger
6. You Are So Beautiful -Ian Harrison
7. Love Is All Around -The Troggs
8. Inbetweener -Sleeper
9. El Tranqilandia -North Pacific Drift
10. Beautiful One -Milk and Honey band
11. OM-23 -Drug Free America
12. Respect -Aretha Franklin
13. If You Want It to Be Good Girl (Get Yourself a Bad Boy) -Backstreet Boys
14. Misunderstood -Kings of Infinite Space
15. Think -Aretha Franklin

## Riconoscimenti
Il film si posizionò al 34º posto nella classifica dei 50 Best High School Movies su Entertainment Weekly e vinse il British Independent Film Awards 1999. Fu inoltre candidato ad altri otto premi minori nell'anno in cui fu distribuito, vincendone sei.